# Catedral metropolitana de Morelia
La Catedral Metropolitana de Morelia o Catedral de la Transfiguración del Señor de Morelia es un recinto religioso sede de la arquidiócesis de Morelia de la Iglesia católica en México. Se encuentra ubicada como su nombre propiamente lo dice en la ciudad de Morelia, capital del estado de Michoacán, México. La catedral se localiza en el primer cuadro de la ciudad, conformando la traza del centro histórico de Morelia. El edificio fue construido entre los siglos XVII y el XVIII en la época del virreinato, es de estilo barroco y está realizado en cantera rosada que le da un color peculiar y característico. Un importante grupo familiar encabezado por Sebastián de Guedea colaboró en su construcción por un largo periodo; ellos fueron Andrés, Pedro, Diego, Miguel, Anastacio, Lorenzo y Joseph todos de apellido Guedea.

## Datos generales de interés

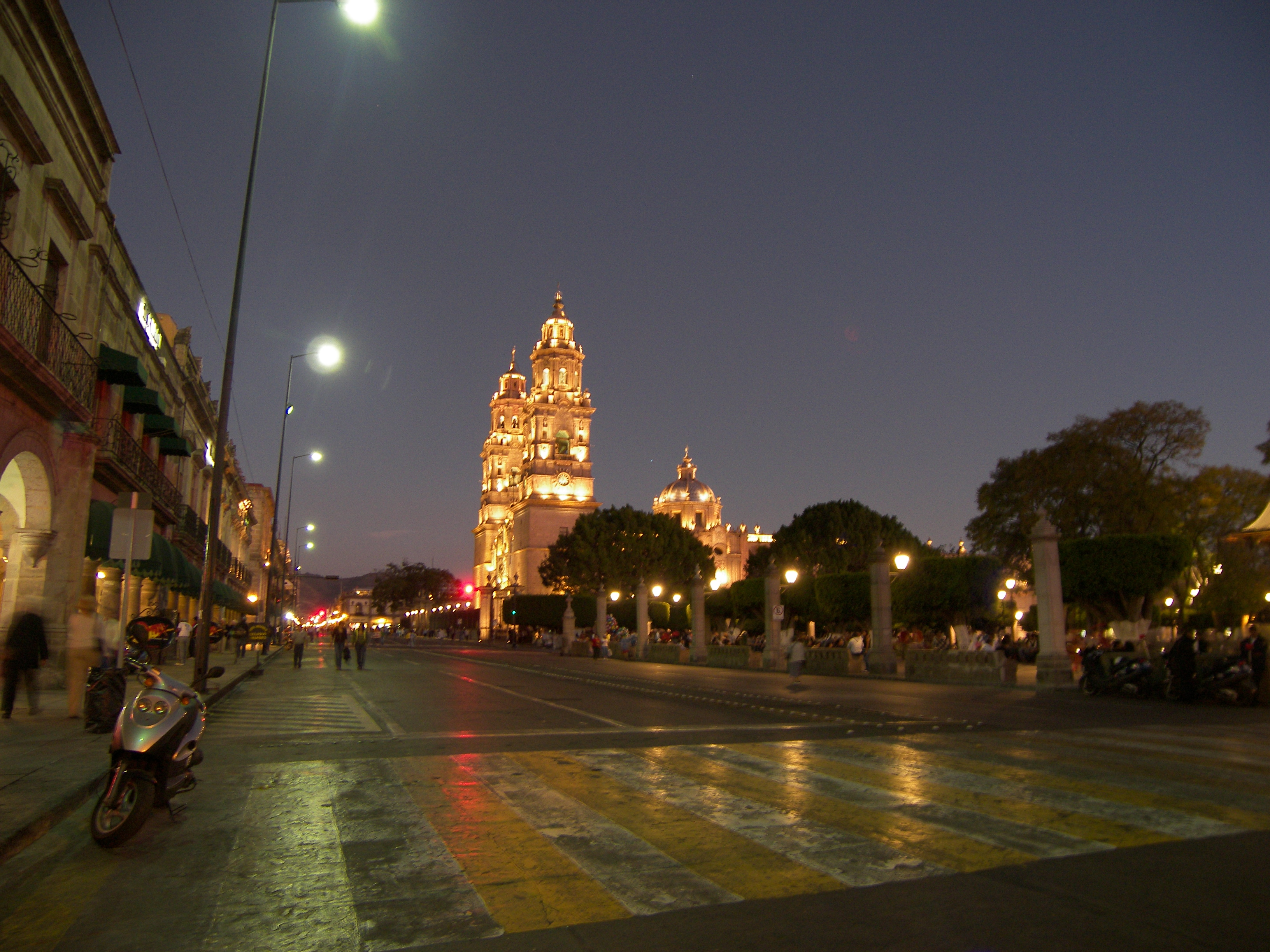
Vista lejana de la Catedral.

- Majestuoso edificio de cantera rosa, de estilo barroco tablerado. En su interior predomina, como base de la ornamentación, el orden dórico y posee retablos neoclásicos. Su construcción se inició en 1660 y concluyó en 1744. Entre los tesoros que guarda están el Manifestador de plata estilo barroco del siglo XVIII; la Pila Bautismal de plata, de estilo neoclásico, también del siglo XVIII; el Órgano Monumental, de principios de siglo y que consta de 4600 flautas o voces; la imagen del Señor de la Sacristía, realizada con la técnica prehispánica de «pasta de caña de maíz», del siglo XVI, así como valiosas pinturas localizadas en la sacristía y la sala capitular.
- Su órgano monumental, de origen alemán a principios del siglo XX, fue considerado el órgano más grande de América Latina a principios del siglo XX y actualmente se considera uno de los más importantes de México.
- Arquitectónicamente, la catedral de Morelia comparándose con otras catedrales de México, es similar a la Catedral Metropolitana de la Ciudad de México, Catedral de Puebla, e inclusive en su interior a la catedral de Guadalajara.
- La catedral es la edificación más emblemática y representativa de Morelia dada su altura, ya que cuenta con dos altas torres, que se divisan por todo el valle de la ciudad. Por su altura, las torres de la Catedral de Morelia (66.8 m) son las séptimas más altas de México, después de las torres del Santuario Guadalupano en Zamora de Hidalgo (107.5 m), de la catedral de Villahermosa (80 m),  de la Catedral de Puebla en Puebla de Zaragoza (73 m), de la Catedral Basílica de León en León, Guanajuato (70 m), el Santuario de Guadalupe, en San Luis Potosí (68 m).
- Es la única de las catedrales mexicanas que está orientada hacia el norte y no hacia el sur.
- Cuenta con una Iluminación led nueva, con diferentes colores. Los días sábado, la catedral ofrece un espectáculo de luz, sonido y fuegos artificiales con esta iluminación.
- La catedral está dedicada a la Transfiguración y en su interior alberga dos imágenes muy veneradas, Sagrado Corazón de Jesús que es el santo patrono de la ciudad, y el Señor de la Sacristía un Cristo muy antiguo realizado en pasta de caña de maíz, el cual es muy visitado y querido por la feligresía.
- Su belleza arquitectónica y su historia son otras razones por las cuales se ha convertido en un icono de la ciudad.
- En su interior este recinto dada su belleza, sonorización acústica y amplio espacio, figura como escenario de diversos eventos artísticos y culturales como el Festival Internacional de Órgano de Morelia, y el Festival Internacional de Música de Morelia.
- El 16 de febrero de 2016 fue visitada por el papa Francisco, sumo pontífice de la Iglesia católica, siendo una de las pocas iglesias en la historia de México en ser visitadas por un papa.

## Historia
En 1580 fue inaugurada la primera catedral, muy inferior a la actual en tamaño y valor artístico (esta posiblemente se ubicaba en las esquinas de las actuales calles Abasolo y Corregidora). Sin embargo, el crecimiento que experimentó la ciudad de Valladolid — ahora Morelia — a finales del siglo XVI e inicios del siglo XVII, así como un incendio que afectó severamente a la catedral anterior, fue necesario pensar en otro templo más grande, sólido, e importante. Es por eso, que a principios del siglo XVII comienzan los trámites para la construcción de la nueva catedral.
El 6 de agosto, día de la transfiguración del señor, de 1660 fue colocada la primera piedra por el obispo Fray Marcos Ramírez Del Prado. La construcción estuvo a cargo del arquitecto italiano Vicenzo Barroccio hasta su muerte en el año 1692, razón por la cual este gran arquitecto no pudo ver concluida su obra monumental. Sin embargo, tan solo 52 años después, sus discípulos lograron terminar la gigantesca tarea arquitectónica, por lo que esta magnífica obra fue terminada en 1744.
En 1810, la Catedral de Morelia fue víctima de diversos saqueos por parte del ejército independentista, debido a esto hacia finales del siglo XIX se construyó la reja que cubre el perímetro de la majestuosa catedral.
El interior del edificio es de estilo barroco con elementos neoclásicos y consta de tres naves, la central de ellas sostenida por 14 columnas, anexas a estas naves, así como varios retablos neoclásicos a lo largo de las 2 naves laterales. La Catedral tiene cuatro capillas ubicadas al inicio de las naves laterales, dos de ellas están colocadas debajo de las torres y las otras dos contiguas, las capillas del lado oriente fueron dedicadas a la Virgen de la Soledad y al Sagrario de la Catedral, por su parte, una del lado poniente está dedicado a la Sagrada Familia y la otra, realizada en mármol, como sepulcro de arzobispos.
Tiene dos salas principales ubicadas en el cuerpo de la iglesia, la sala capitular y la sacristía, donde se pueden encontrar pinturas antiguas y mobiliarios del siglo XVIII y siglo XIX. A pesar de muchos saqueos que fue víctima la Catedral de Morelia durante la Guerra de Independencia y la Revolución, aún conserva grandes obras de valor artístico, religioso e histórico, en su interior se conservan varias esculturas como un majestuoso Cristo de pasta de caña que data del siglo XVI, conocido mejor como el Señor de la Sacristía. También podemos apreciar pinturas de destacados artistas como Miguel de Cabrera y Juan Rodríguez Juárez, mismas que se conservan en la sacristía y en la sala capitular.
La Catedral de Morelia cuenta con un impresionante órgano tubular de principios del siglo XX, llamado "San Gregorio Magno", es de fabricación alemana y tiene 4600 voces o flautas, sustituye al antiguo órgano español del siglo siglo XVIII, del cual solo se conservan las fachadas de madera que decoran el órgano tubular.
El exterior de la Catedral es un enorme coloso de cantera rosa con dos grandes torres de estilo barroco, cada una de más de 65 metros de altura, cuenta con una triple fachada con retablos labrados, su bella reja de hierro forjado del siglo XIX limita al atrio, en el templo podemos apreciar una planta de tipo cruz latina con una longitud de 96 metros, la fachada principal estilo barroco, está compuesta de tres niveles y a diferencia de otras ciudades novohispanas, da a la avenida principal de la ciudad y no a la plaza, en la portada podemos apreciar bajo relieves y esculturas que se refieren a la Resurrección de Jesús, la Adoración de los Pastores, así como la Adoración de los Magos.
Las dos torres gemelas, cada una de más de 65 metros de altura, sobrepasan la portada del templo, lo que le da a la Catedral un aspecto imponente, lleno de gracia y equilibrio, se encuentra colocada una cruz de hierro en la punta de una de las torres, lo que simboliza "La Naturaleza Divina de Cristo", mientras que en la otra se encuentra una cruz de piedra que representa "La Naturaleza Humana de Jesús", existe también otra cúpula, que corona una de las capillas de la construcción. Finalmente encontramos que la cúpula principal está revestida por azulejos y sostenida por un gran tambor octogonal.

## Descripción arquitectónica

### El exterior

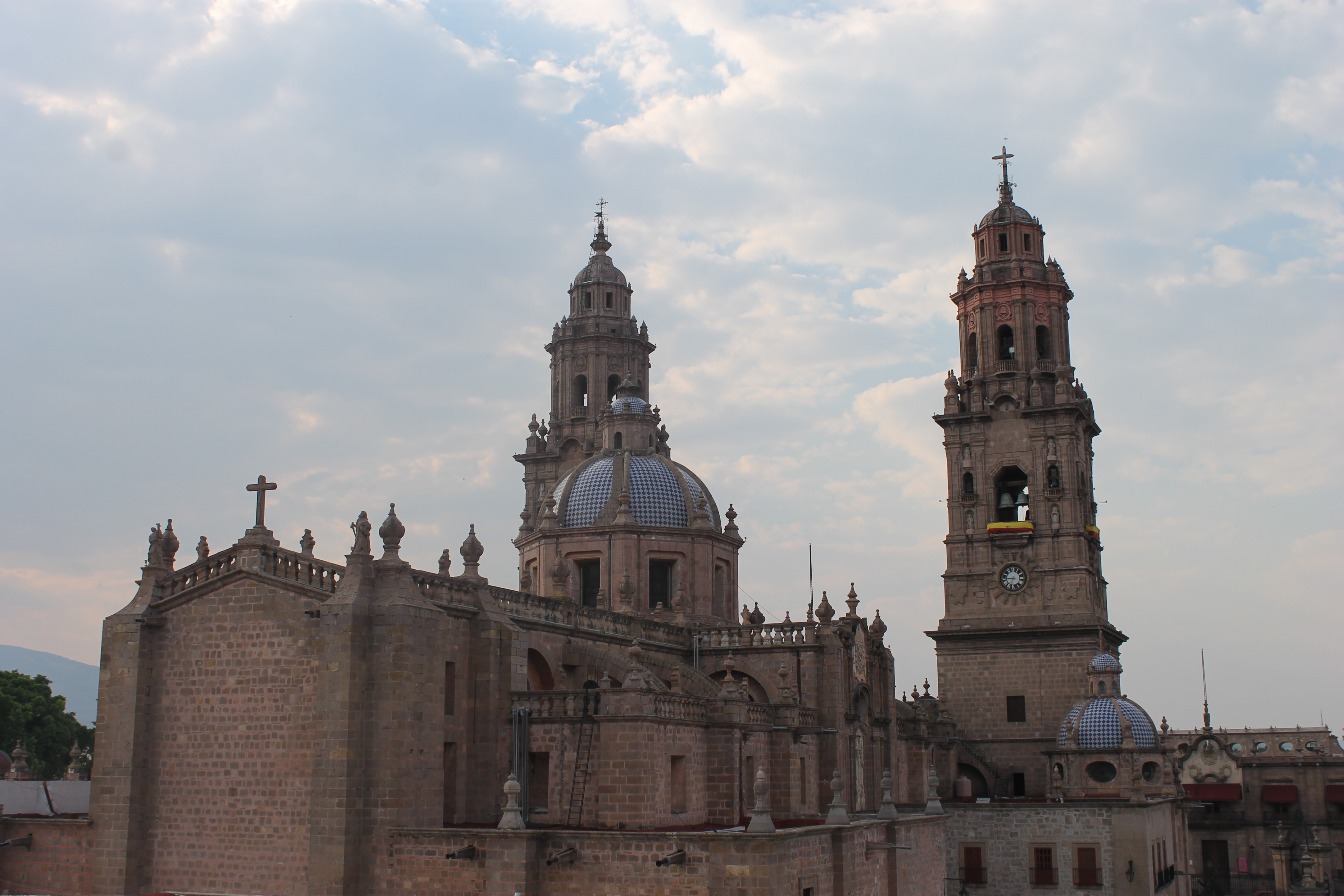
Vista posterior del edificio.

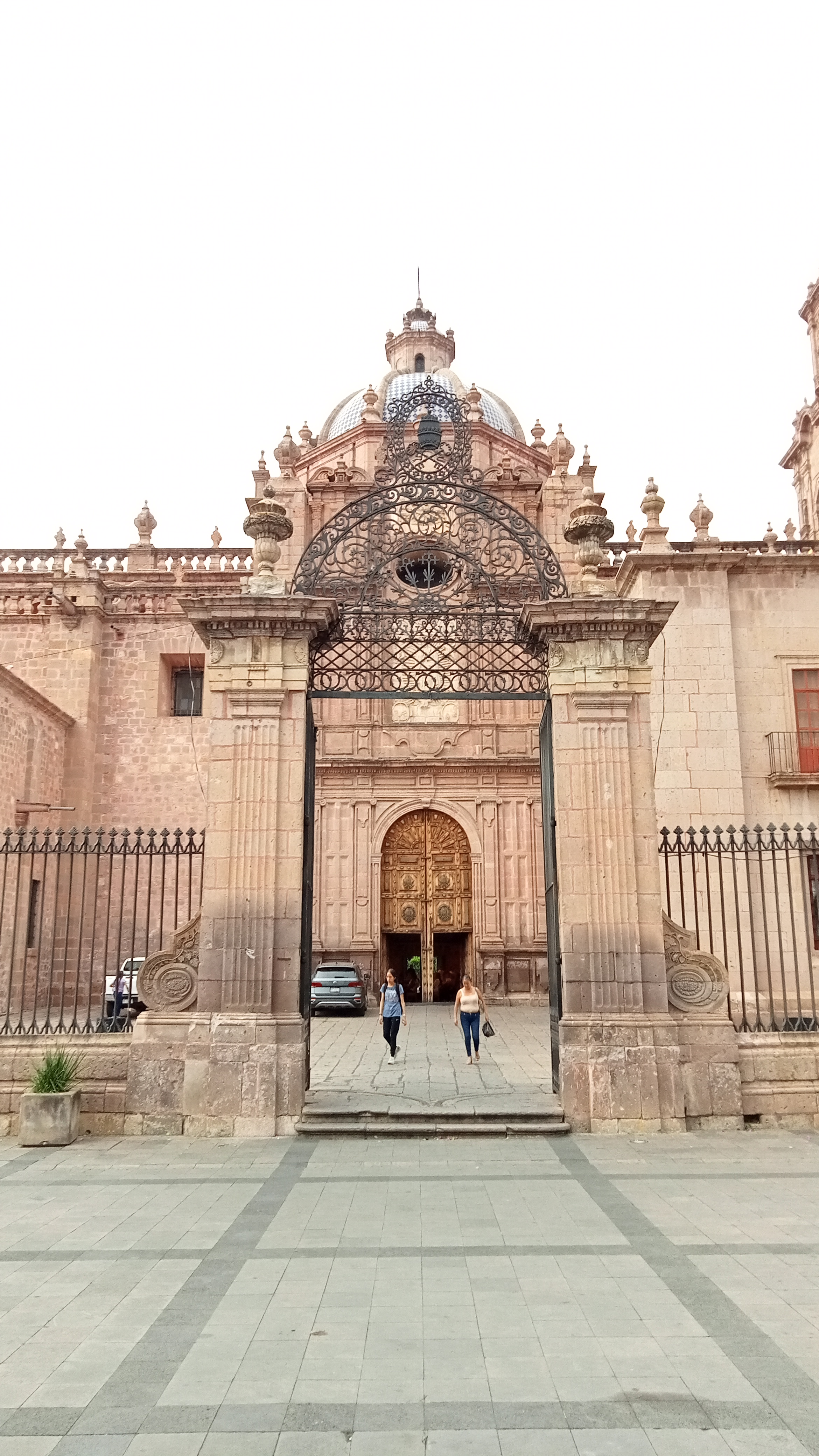
Fachada de poniente de la catedral.

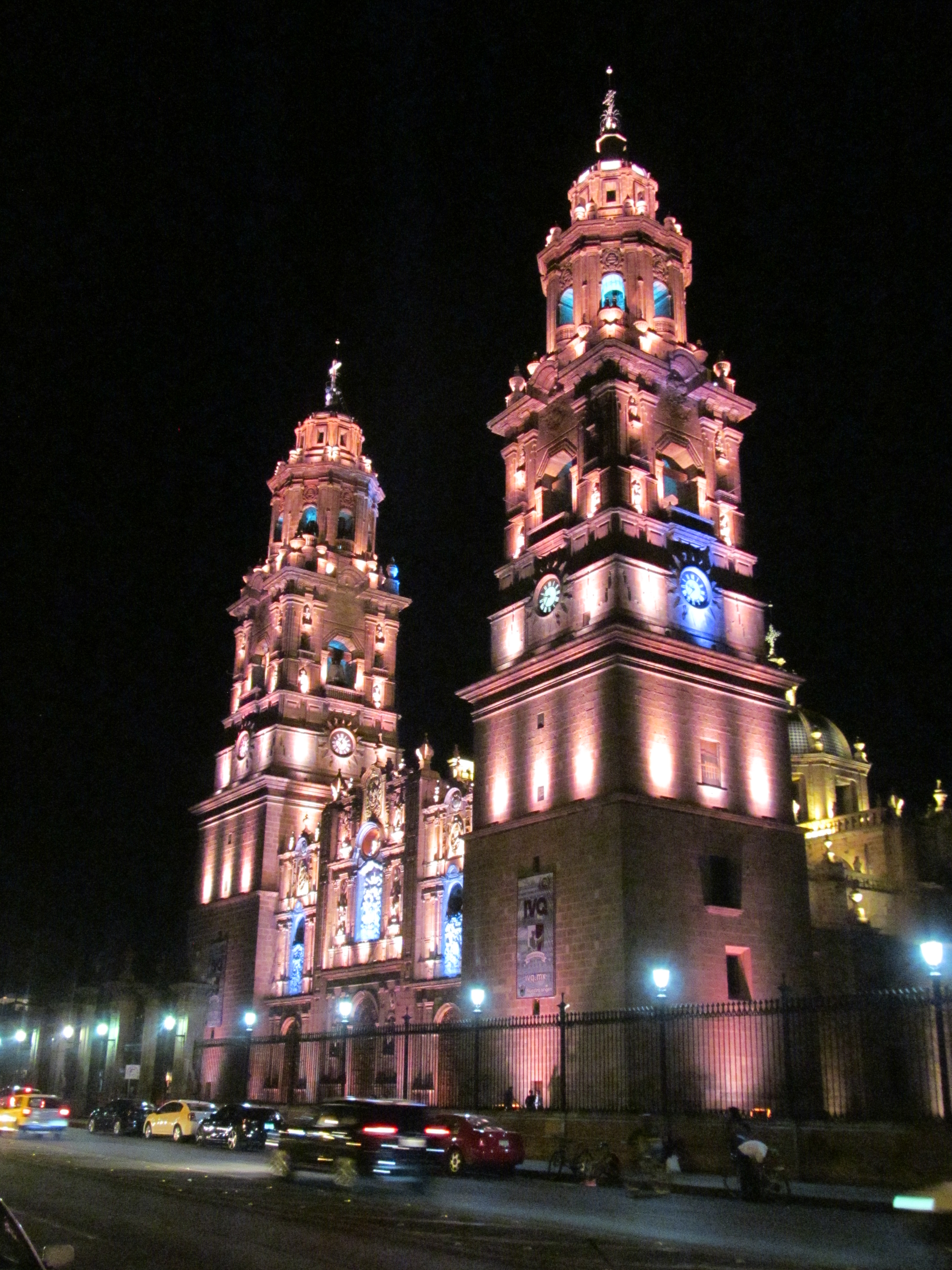
La catedral Iluminada.

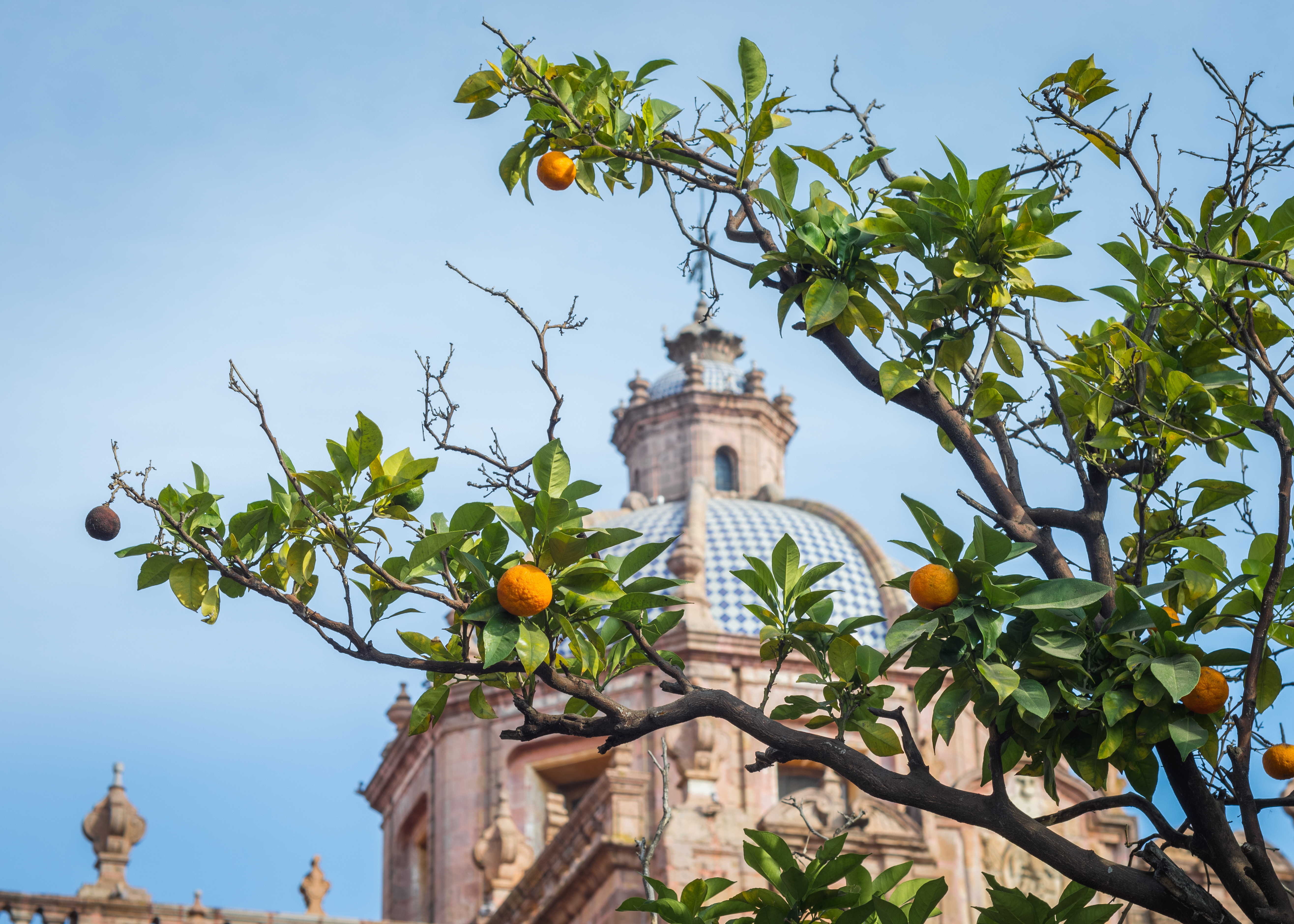
Cúpula central de la Catedral de Morelia.

Es un enorme coloso de cantera rosa con dos grandes torres de 66.8 m de altura, (torres gemelas) de estilo barroco tablereado. Posee una fachada tripartita (de tres portadas) con retablos labrados. El templo, tiene una planta del tipo cruz latina con una longitud de 96 m y un ancho total de 62 m. Limitando al atrio se encuentra una bella reja de hierro forjado que data del siglo XIX.
- Fachadas:
  - Fachada norte:La fachada principal de la catedral, de estilo barroco y composición triptica, da a la avenida principal de la ciudad (avenida Madero), y no a la plaza, como es común en la mayor parte de las ciudades novohispanas. La portada se encuentra decorada con esculturas y bajorrelieves que aluden a la Transfiguración de Cristo, la Adoración de los reyes. Tiene distribuida estatuas de San Pedro, San Pablo, San Juan Bautista, San Miguel Arcángel, Santa Bárbara y Santa Rosa de Lima.
  - Fachadas Laterales:
    - Portada Oriente:Esta fachada lateral se encuentra dedicada a la Virgen de Guadalupe, santa patrona de América.
    - Portada Poniente:Esta fachada lateral se encuentra dedicada a San José, primer santo patrono de la ciudad.
- Torres: Por otra parte, las dos torres gemelas, cada una de tres cuerpos y 62 m de altura (66.7 si se consideran las cruces en los remates) franquean la portada del templo, lo que le da al edificio un aspecto imponente, pero no exento de gracia y equilibrio. Una de las torres tiene como remate una cruz de hierro, que simboliza la naturaleza divina de Cristo, mientras que la otra torre tiene por remate una cruz de piedra, que representa la naturaleza humana de Jesús. 
  - Torre Oriente
  - Torre Poniente
- Cúpula central: Es una cúpula semiesférica gallonada de ocho gajos, que se encuentra sobre un tambor octogonal con una ventana rectangular en cada uno de sus lados; por el esterior está recubierta por azulejos blancos y azules. Está rematada con una linternilla octogonal con una cruz de hierro en la punta.
- Cúpula del sagrario: De menor tamaño que la anterior, es igual una cúpula semiesférica gallonada de seis gajos. Está sostenida por un tambor octogonal hexagonal con ventanas elípticas en cada lado; su exterior se encuentra recubierto igual por azulejos blancos y azules. Está rematada por una linternilla hexgonal rematada por una escultura denominada La fe.

### El interior

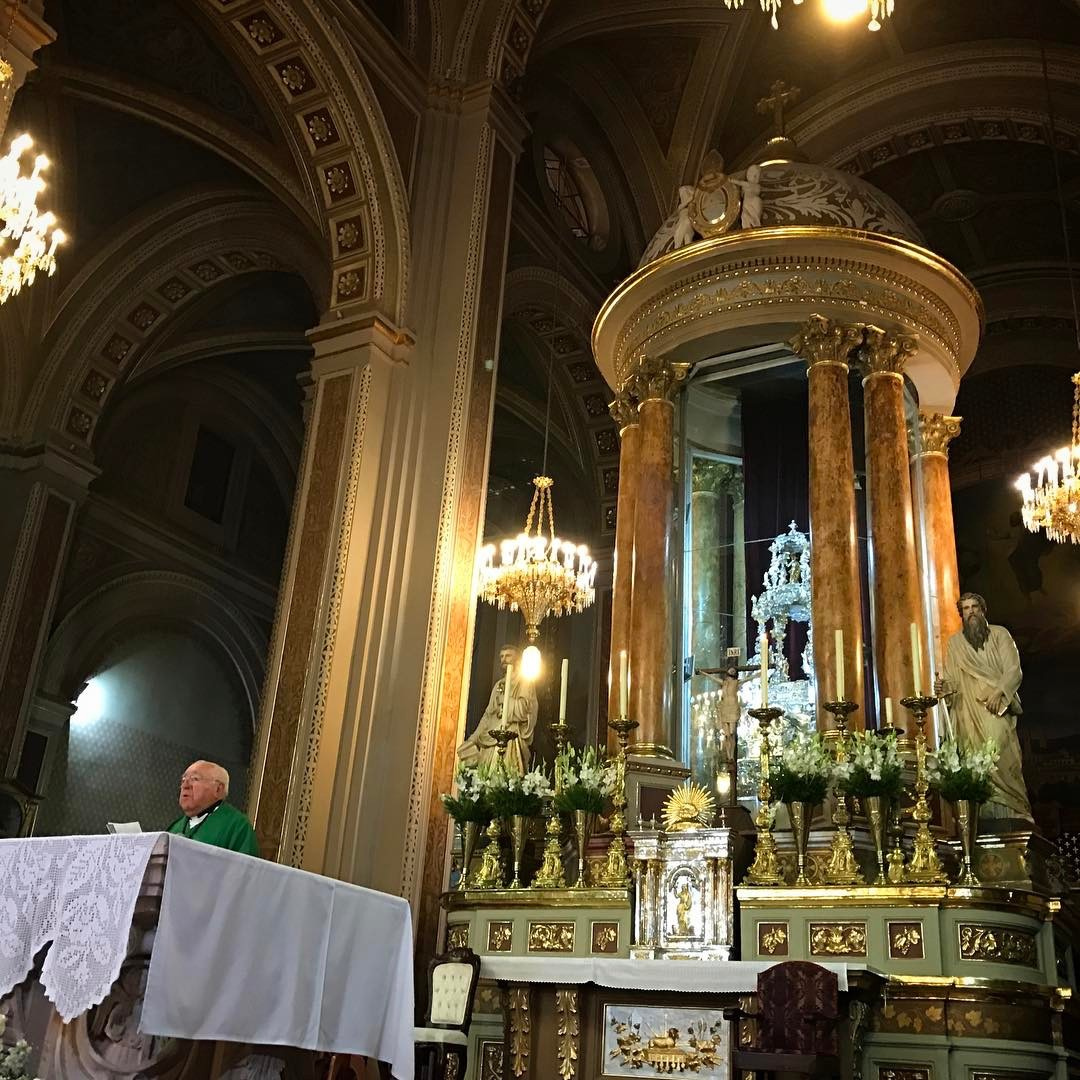
Altar principal y manifestador de plata Catedral de Morelia, México

El interior del edificio contrasta con exterior, ya que es de estilo dórico y consta de tres naves, estando la central sostenida por catorce columnas. Además, anexas a las naves laterales, se tienen cuatro capillas delicadamente decoradas y múltiples retablos neoclásicos a lo largo de las dos naves laterales.
- Naves:
  - Nave central: En el altar mayor se tiene un ciprés, conformado por cuatro columnas que soportan una cúpula, y en su interior un manifestador de plata. En la nave central se encuentra un púlpito realizado en madera tallada en estilo neogótico.
  - Naves laterales: Dos naves laterales, poseen altares neoclásicos dedicados a diversos santos, al fondo las naves se encuentran rematadas por grandes altares, uno del lado oriente dedicado al Señor de La Sacristía y otro del lado poniente dedicado al Sagrado Corazón, patrono de la ciudad.
    - Nave lateral oriente:
    - Nave lateral poniente:
- Capillas: la catedral posee cuatro capillas, ubicadas al comienzo de las naves laterales, 2 capillas justamente debajo de las torres y las otras dos contiguas. Las capillas del lado oriente están dedicadas a la Virgen de los Dolores o "La Dolorosa" y al Sagrario de la catedral. Del lado poniente una está dedicada a la Sagrada Familia y la otra es la Capilla de la soledad que alberga sepulcros en mármol de Arzobispos Don Ignacio Árciga y Ruíz de Chávez, Don Lepoldo Ruíz y Flores, y Don Atenógenes de Silva y Álvarez Tostado. 
  - Capilla del Sagrario
  - Capilla de la Soledad:
  - Capilla de la Sagrada Familia o de los Mártires
  - Capilla de San Jerónimo
- Salas: posee varias salas entre las que se encuentran la Sala Capitular, La Sacristía, entre otras, donde se encuentran antiguas pinturas y mobiliarios del siglo XVIII y XIX.
- Sala Sacristía:
- Sala Capitular:

Esta magnífica obra arquitectónica, por la claridad de sus perfiles, claroscuros y la manera de entallar las fachadas entre los contrafuertes, es comparada por Joaquín Bérchez, con la fachada de la Catedral de Granada de Alonso Cano y con obras de Diego Antonio Díaz en Sevilla.

## Obras artísticas

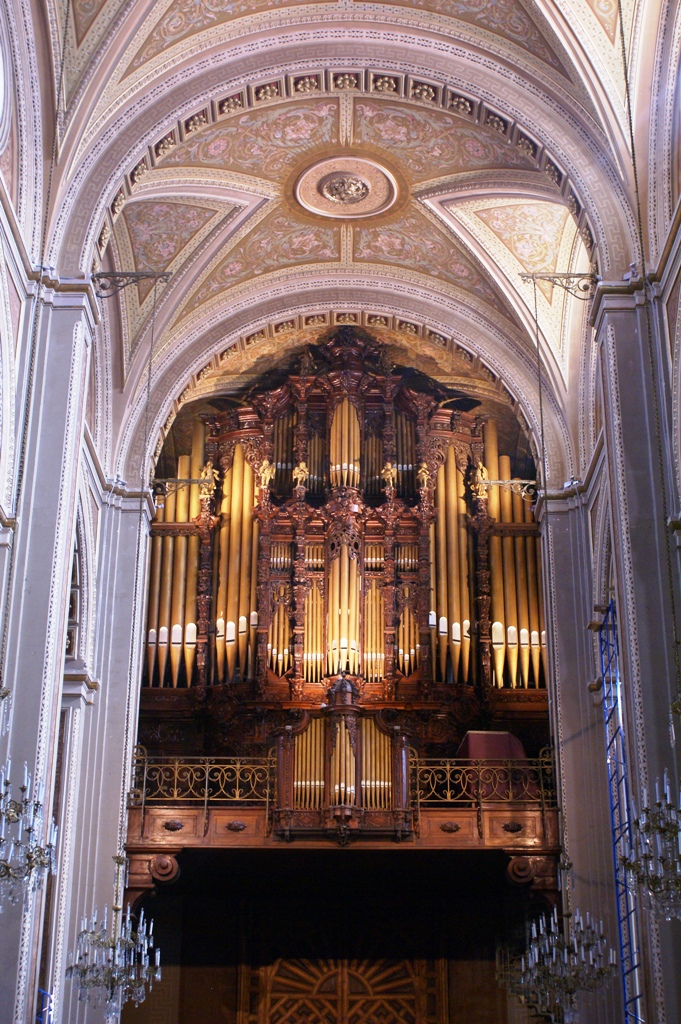
Fachada barroca churrigueresca del Órgano de la Catedral de Morelia.

Aunque la catedral moreliana fue víctima de grandes saqueos durante la Guerra de Independencia de México y la Revolución mexicana, aún conserva grandes tesoros. Obras de gran valor artístico, religioso e histórico.
- Orfebrería: 
  - Manifestador: hecho de plata que mide 3.19 m de altura ornado con 29 estatuillas y 42 relieves sobredorados que comunican un mensaje sobre la presencia eucarística de Cristo.
  - Pila Bautismal: pieza de fina platería de estilo neoclásico, cuenta con una tapa que al abrirse muestra una figura del Espiritú Santo en esplendor. En ella fue bautizado Agustín de Iturbide y José María Morelos y Pavón.
- Esculturas: También se tienen múltiples esculturas en el interior, sobresaliendo un Cristo, conocido como el Señor de la Sacristía, que data del siglo XVI.
  - Señor de la Sacristía: Escultura hecha a base de pasta de caña
  - Sagrado Corazón:
  - San Juan Evangelista
  - San Pedro arrepentido
- Cerámicas:
  - Tibores chinos
- Pinturas al óleo: se cuenta con pinturas del más destacado pintor novohispano, Miguel de Cabrera, así como también del pintor Juan Rodríguez Juárez; estas pinturas se conservan en la sacristía y en la sala capitular. 
  - Óleo monumental de la transfiguración:
  - Óleo Virgen de Guadalupe:
- Reliquias:
  - Reliquias de los Mártires: se conservan las reliquias de los Mártires San Pío y San Cristóbal, que se muestran al público en urnas de cristal en una de las capillas de las naves laterales.
- Mobiliarios:
  - Púlpito:
  - Sillería del coro:
  - Cátedra del Arzobispo o Silla arzobispal:
  - Tenebrario: Candelabro en forma de triángulo, realizado en madera labrada, se utiliza para el rezo de los oficios

- Otras piezas artísticas:

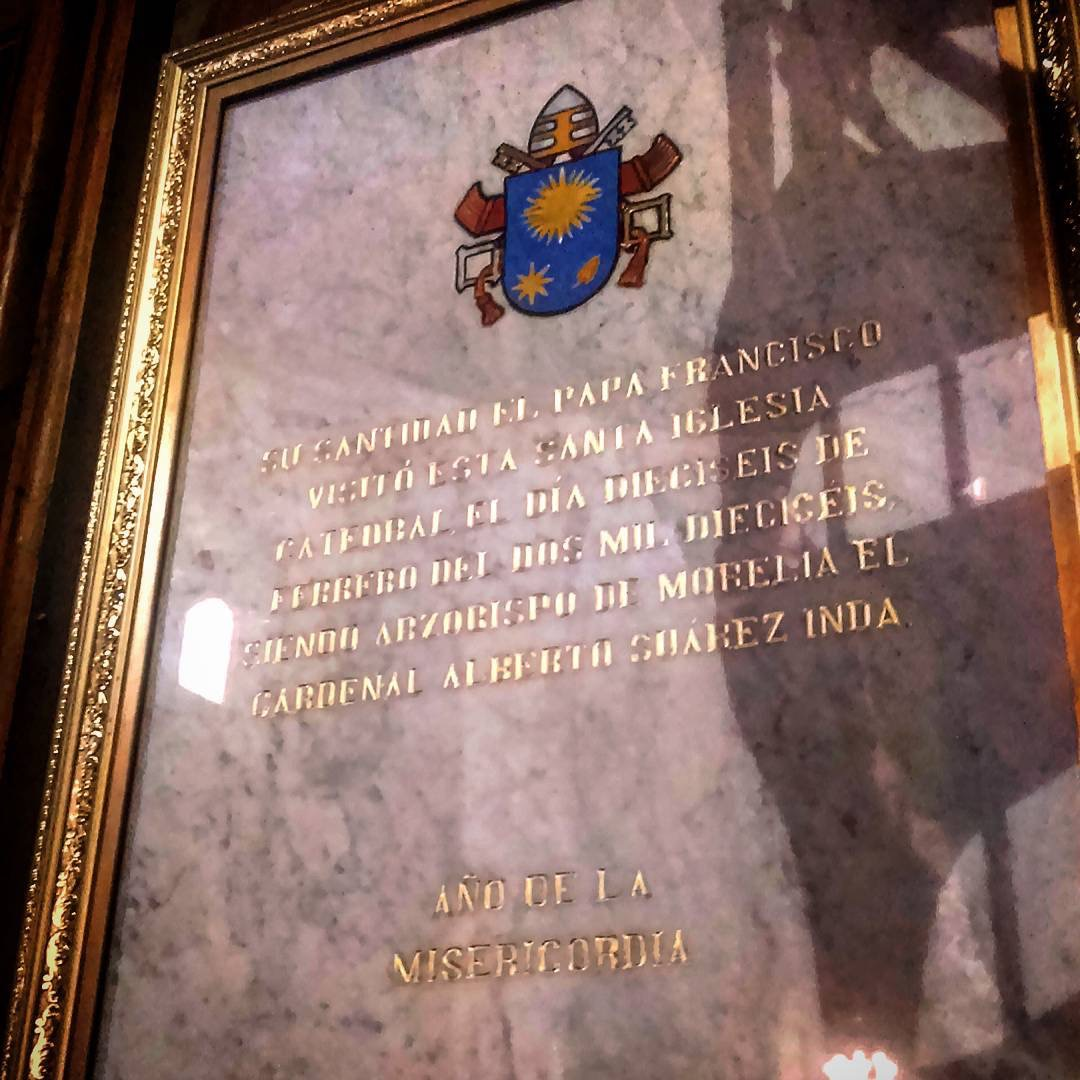
Placa conmemorativa por la visita del papa Francisco a la Catedral de Morelia el 16 de febrero de 2016

  - Órgano monumental de la Catedral de Morelia: La catedral posee un importante órgano tubular de 4,600 voces o flautas, construido en 1907, de fabricación alemana, de estilo Churrigueresco, llamado "San Gregorio Magno", en sustitución del antiguo órgano español del siglo XVIII del cual solo se conservan sus fachadas labradas en madera y que decoran al órgano electromecánico. En el mes de diciembre se lleva a cabo el Festival Internacional de Órgano de Morelia. El festival ha estado a cargo del decano y maestro el organista Alfonso Vega Núñez quien ha invitado a ejecutar conciertos a importantes organistas de todo del mundo, entre los que se destaca el francés Jean Guillou. Algunas de las presentaciones cuentan con la participación de la Orquesta Sinfónica del Estado de Michoacán.
  - Placa conmemorativa por la visita de S.S. papa Francisco I.

## Conservación y restauración
En 1983 se intentó restaurar el color de la cantera, pero por desgracia se utilizó pintura que finalmente secó de un color más oscuro y salta fácilmente a la vista.
Entre 2007 y 2008 se restauró una parte del atrio oriental, así como en 2009 se cambió el suelo del atrio frontal.